# Убийство семьи Спинелли
Убийство семьи Спинелли (винодела Тьерри Ги Спинелли, его жены Ольги и их дочери Элизы) двумя узбекскими гастарбайтерами в центре Москвы стало одним из самых резонансных дел 2009 года. В России вновь поднялся вопрос об отмене моратория на смертную казнь. Кроме того, выражались опасения в накале межэтнических отношений.

## Предыстория
Французский винодел Тьерри Спинелли приехал в Россию в 2003 году по приглашению компании «Chateau le Grand Vostock». Это первая в России компания винодельческого хозяйства, созданная по образу французских шато. Спинелли был приглашён на пост коммерческого директора. Позже он женился на гражданке России Ольге Кочергиной, также занимавшейся винным бизнесом. В 2006 году у них родилась дочь Элиза. Проживала семья в центре Москвы.

## Убийство
Этажом выше квартиры Спинелли выполняли ремонт два гастарбайтера, граждане Узбекистана 26-летний Хуршид Иргашевич Нормурадов и Рустам Ринатович Харисов, оба ранее судимые. Нормурадов находился в России нелегально.
Работники узнали, что у француза имеется дорогостоящий автомобиль марки «Lexus», и запланировали ограбление. В ночь с 19 апреля 2009 года на 20 апреля 2009 года в Пасху они специально затопили квартиру Спинелли. Недовольный Тьерри пришёл к ним, чтобы сделать замечание, где был избит куском железной трубы, от чего скончался. Тело Спинелли было оставлено на месте смерти. Нормурадов и Харисов спустились в квартиру, где находилась Ольга Спинелли и её дочь Элиза. Женщине стали угрожать, сказав, что её муж находится в квартире выше связанным, и, если она не скажет, где деньги, то его убьют. Они спросили, где автомобиль, но выяснялось, что он в ремонте. Всю ночь преступники насиловали Ольгу в извращённой форме и всячески издевались над ней. При этом они пили вино и коньяк, который нашли в доме жертвы. В конце концов Ольга сказала им, где хранятся деньги, но издевательства на этом не прекратились. Преступники продолжили изнасилования, уведя Ольгу в ванную, где она оказала сопротивление и была убита жесточайшим образом.
После этого грабители вынесли из дома 20 тысяч евро и все ценные предметы.  При этом проснулась дочь Ольги и Тьерри, Элиза. Она попыталась убежать, но Нормурадов и Харисов поймали её и оглушили ударом по голове, после чего попытались при помощи газа устроить взрыв с целью замести следы. Квартиру подожгли в двух местах, но взрыва не произошло. Позже Элиза скончалась на руках у пожарных от отравления продуктами горения пластиковой отделки и синтетических обивок мебели. На улице в машине грабителей поджидали гражданин России Джуробай Аширов и гражданин Узбекистана Вахаб Тураев. Преступники ушли и в течение двух суток сбыли краденое.
Хуршид Нормурадов и Рустам Харисов попытались скрыться из России. Они сели на поезд «Москва-Ташкент», на российской границе их пропустили за взятку. На границе с Казахстаном Нормурадов был задержан (его уже объявили в розыск в России) и экстрадирован в Россию. Второй подозреваемый Рустам Харисов добрался до родного города Джизака (Узбекистан), но через несколько месяцев после убийства Спинелли сам явился с повинной в московскую милицию.

## Суд
В апреле 2011 года, спустя два года после преступления после нескольких судебных заседаний, был оглашен приговор. Подсудимые частично признали свою вину, сознавшись только в грабеже. Тем не менее суд признал Нормурадова и Харисова виновными в убийстве. Их приговорили к расстрелу, но из-за моратория его заменили пожизненным заключением. Отец убитой Ольги Спинелли, Владимир Викторович Кочергин признался что во время суда ему хотелось убить подсудимых прямо в здании суда, и у него для этого всё было приготовлено, однако он отказался от своей идеи в пользу правосудия.

## Резонанс
Дело приобрело большой резонанс. Вновь поднялся вопрос о возобновлении применения смертной казни в России. Как рассказал Владимир Кочергин, незадолго до конца суда Нормурадов прислал ему записку, в которой просил Кочергина настаивать на смертном приговоре, так как пожизненного заключения он не вытерпит. Однако многим эти слова показались ложью, и большинство согласилось с тем что Нормурадов, зная что ему не грозит смертная казнь, пытался разжалобить общественность с целью избежать и пожизненного заключения. Сам Кочергин настаивал на смертной казни. В эфире программы «НТВшники» от 20 мая 2011 года он сказал:

«Считаю что на сегодняшний день в России смертная казнь имеет место быть. <…> Пока они будут сидеть сейчас там пожизненно, матери одного и второго четко знают что их дети живы. Я четко знаю что моих детей нет».
В эфире этой программы была установлена короткая телефонная связь с матерью Нормурадова, Раисой, проживавшей в Джизаке. В прямом эфире по линии Москва-Джизак она сказала:

«Нет, нет никогда он этого не сделает, нет, нет он не может этого сделать, никогда. Он может говорить глупости, но чтобы это сделать, нет никогда он это не сделает. Он помочь хотел следствию, конечно он там был, что-то видел, что-то мог, но убить человека, он убить человека не может никогда, никогда. Владимир Викторович я вас умоляю, я вас умоляю, он может что-то говорит, но он не может это сделать».
Важно отметить тот факт, что Нормурадов рассказал, как он убивал Ольгу Спинелли. Анализ ДНК показал, что сперма найденная на месте преступления, принадлежит ему с вероятностью 99,9%.

## Влияние
- В 2010 году Владимир Кочергин получил премию «ВЫБОР» от правовой общественной организации «Сопротивление» за «стойкость и волю в защите прав жертв преступлений»[4].
- В 2014 году он опубликовал роман «Судьбы, как есть», где изложил свои взгляды на произошедшее убийство.